# Wilfried Warneck
Wilfried Karl Hans Warneck (* 28. Dezember 1929 in Königsberg (Preußen); † 10. März 2015 in Diemelstadt-Wethen) war ein deutscher evangelischer Theologe, Mitbegründer der ökumenischen Kommunität Laurentiuskonvent und christlicher Friedensaktivist.

## Leben
Wilfried Warneck war der Sohn des Mittelschullehrers Leopold Warneck und der Mittelschullehrerin Katharina Warneck, geb. Niemann. Seit 1974 war er mit Ruth Warneck, geb. Kahle, verheiratet.
Seine Jugend war geprägt von den Erfahrungen des Zweiten Weltkrieges und der Flucht aus Königsberg mit verschiedenen Stationen. Seine Schulbildung schloss er 1949 mit dem Abitur an der Bodelschwingh-Aufbauschule in Bielefeld-Bethel ab. Von 1949 bis 1953 studierte er Evangelische Theologie in Bethel und Heidelberg. Nach seiner Ordination 1954 war er Vikar in Heidelberg-Kirchheim. 1955 schied er aus dem landeskirchlichen Dienst aus, um Erfahrungen bei Kommunitäten im In- und Ausland zu sammeln. 1959 wurde er Gründungsmitglied der ökumenischen Kommunität „Laurentiuskonvent“.
Von 1955  bis 1958 arbeitete er als Praktikant bei der Communauté de Taizé, Frankreich, vor allem als Redaktionsmitarbeiter einer theologischen Zeitschrift sowie als Mitglied einer Arbeiterfraternität in einem Migrantenviertel von Marseille. Von 1958 bis 1961 war er als Vakanzvertreter in Kirchengemeinden in Heidelberg und Bremen sowie als Religionslehrer und Erzieher in einem Lehrlingsheim in Falkenburg bei Bremen tätig.
Von 1962 bis 1966 war er Geschäftsführer des Gemeinwesenarbeitsprojektes „Förderergemeinschaft Kinder in Not e.V.“. Von 1964 bis 1967 war er als Geschäftsführer für den Entwicklungs- und Friedensdienst „Weltfriedensdienst“ tätig, danach bis 1977 als dessen Vorstandsvorsitzender. Von 1966 bis 1971 war er Geschäftsführer von „Eirene (Friedensdienst), Internationaler christlicher Friedensdienst“. In beiden Funktionen unternahm er zahlreiche Reisen und Projektaufenthalte vor allem in Afrika. Von 1971 bis 1975 war er Mitarbeiter der Forschungsstätte der Evangelischen Studiengemeinschaft (FEST), Heidelberg, im Rahmen eines Forschungsprojektes „Kriegsdienstverweigerung und Entwicklungsdienst - Das Engagement von Kriegsdienstverweigerern für die Dritte Welt als Element der Friedenserziehung“.
Von 1975 bis 1990 leitete er als Geschäftsführer die Arbeit von Church and Peace, dem europäischen ökumenischen Netzwerk von Kommunitäten, Gemeinschaften, Gemeinden, Friedensgruppen, Friedensdiensten und Ausbildungsstätten, gegründet von den historischen Friedenskirchen und vom Internationalen Versöhnungsbund.
Daneben nahm er ehrenamtlich verschiedene friedenspolitische Funktionen wahr, u. a. als Beauftragter für Friedensarbeit im Kirchenkreis Braunfels, als Mitglied in landeskirchlichen Friedensausschüssen der Evangelischen Kirche im Rheinland sowie als Vorstandsmitglied der „Aktionsgemeinschaft Dienst für den Frieden e.V.“ (AGDF). Er war maßgeblich am Aufbau des 1992 gegründeten „Oekumenischen Dienstes Schalomdiakonat (OeD)“ (heute: gewaltfrei handeln e.V.) beteiligt, der in Kursen und Fachseminaren Kompetenzen in gewaltfreier/ziviler Konfliktbearbeitung vermittelt.
Ab 1986 beteiligte sich Wilfried Warneck aktiv an ökumenischen Friedenskonferenzen:
- 1986: Mitorganisator der 1. Europäischen friedenskirchlichen Versammlung in Braunfels, Hessen
- 1988: Mitorganisator von „Assisi '88 - Ökumenisches Dialogtreffen für Gerechtigkeit, Frieden und Ehrfurcht vor der Schöpfung“ in Assisi/Italien
- 1989: Teilnehmer der ersten Europäischen Ökumenischen Versammlung „Frieden in Gerechtigkeit“ in Basel/Schweiz
- 1990: Delegierter bei der „ökumenischen Weltkonvokation für Gerechtigkeit, Frieden und Bewahrung der Schöpfung des konziliarer Prozesses“ in Seoul/Südkorea

Er lebte zuletzt mit seiner Ehefrau Ruth in einer Gruppe des Laurentiuskonvents in Diemelstadt-Wethen.

## Werke
- 1968 Dienste für den Frieden. In: Kommunität. Vierteljahreshefte der Evangelischen Akademie Berlin, Heft 47, S. I – VIII.
- 1973  Friedensdienste. In: Neue Bibliografie zur Friedensforschung. Studien zur Friedensforschung 12, Klett/ Kösel, S. 204–208.
- 1975 Kriegsdienstverweigerung und Entwicklungsdienst – Das Engagement von Kriegsdienstverweigerern für die Dritte Welt als Element der Friedenserziehung. (Unv. Manuskript der Evangelischen Studiengemeinschaft (FEST), Heidelberg)
- 1979 Friedensdienst – Sandkastenübung oder Element politischer Alternative? In: aus politik und zeitgeschichte. beilage zur wochenzeitung das parlament. B11/79, 17. März 1979, S. 30–53.
- 1983 Pazifismus. In: Taschenlexikon Religion und Theologie. 4. Auflage. Bd. 4, S. 190–194 Vandenhoeck & Ruprecht. Göttingen
- 1989 Wilfried Warneck, Paul Gerhard Schoenborn (Hrsg.): Vom Krieg zum Frieden. Eine Arbeitshilfe für Gemeinden, Schulen, Friedensgruppen. dkv, Düsseldorf.
- 1990 Friedenskirchliche Existenz im konziliaren Prozeß. Olms-Verlag, Hildesheim.
- 1991 Herbert Froehlich, Ernst von der Recke, Wilfried Warneck (Hrsg.): Alles wirkliche Leben ist Begegnung, Ökumenische Schalom-Dienste fordern Kirchen heraus. Hildesheim.
- 1999 Versöhnungsprozesse und Gewaltfreiheit – Eine kirchliche Herausforderung. In: Reinhard Voß (Hrsg.): Versöhnungsprozesse und Gewaltfreiheit. Schriftenreihe Probleme des Friedens, Meinhardt, Idstein, S. 15–24.
- 2001 Lieber Herr Wilkens! In: Dankschrift für Klaus Wilkens, Vorsitzender der Aktionsgemeinschaft Dienst für den Frieden e.V., 1996-2001. herausgegeben von der Aktionsgemeinschaft Dienst für den Frieden e.V., Bonn. S. 45–46.